# Régab
La Régab est une bière blonde produite au Gabon par la Société des brasseries du Gabon (SOBRAGA). C'est l'une des boissons les plus consommées dans le pays et dans le continent africain.Son nom, contraction de « régie gabonaise des boissons », a pris dans la langue populaire la signification de « REgardez les GAbonais Boire »,,. Depuis l'arrivée au pouvoir du président Ali Bongo et l'apparition du concept de « Gabon émergent », on voit apparaître d'autres significations : « Regardez Émerger le Gabon d'Ali Bongo » ou bien encore « Regardez Émerger la Génération Ali Bongo ».

Etiquette avec ancien logo